# La pasión turca (serie de televisión)
La pasión turca es una serie de televisión española creada por Irene Rodríguez para Antena 3 y Atresplayer, basada en la novela homónima de 1993 de Antonio Gala. Está producida por Buendía Estudios y protagonizada por Maggie Civantos e Ilker Kaleli. Tiene previsto su estreno en Atresplayer para el 24 de marzo de 2024, después del cual se emitirá en televisión tradicional en Antena 3.

## Trama
Olivia (Maggie Civantos), una profesora española de Bellas Artes con una brillante carrera profesional, despierta de un coma en un hospital de Estambul después de haber intentado suicidarse. Allí responde a las preguntas de una inspectora que investiga la colaboración de Olivia en una red de contrabando de obras de arte junto a Yaman (Ilker Kaleli), su amante turco. El relato de Olivia reconstruye en dos tiempos la arrolladora pasión que vivió junto a Yaman y que le hizo abandonar su proyecto de vida en España.

## Reparto

### Principal
- Maggie Civantos como Olivia
- Ilker Kaleli como Yaman
- Ainhoa Santamaría como Laura
- Yasemin Sannino como Fatma
- Fernando Andina como Pablo
- Burak Hakki
- Laura Pamplona como Rosario
- Arlette Torres como Lupe
- Mariona Terés como Esperanza "Espe"

## Capítulos
| N.º | Título                  | Dirigido por   | Escrito por     | Fecha de estreno en Antena 3 | Fecha de preestreno en Atresplayer | Audiencia en Antena 3 |
| --- | ----------------------- | -------------- | --------------- | ---------------------------- | ---------------------------------- | --------------------- |
| 1   | «Temblorosa ante ti»    | Iñaki Peñafiel | Irene Rodríguez | 9 de mayo de 2024            | 24 de marzo de 2024                | 1 097 000 (10,7%)     |
| 2   | «Mi Dios»               | Iñaki Peñafiel | Irene Rodríguez | 16 de mayo de 2024           | 31 de marzo de 2024                | 804 000 (8,4%)        |
| 3   | «Perder el control»     | Iñaki Peñafiel | Esther Morales  | 23 de mayo de 2024           | 7 de abril de 2024                 | 704 000 (7,6%)        |
| 4   | «Una nueva vida»        | Iñaki Peñafiel | Irene Rodríguez | 30 de mayo de 2024           | 14 de abril de 2024                | 626 000 (6,7%)        |
| 5   | «Una jaula»             | Iñaki Peñafiel | Esther Morales  | 6 de junio de 2024           | 21 de abril de 2024                | 711 000 (7,6%)        |
| 6   | «Morir al mismo tiempo» | Iñaki Peñafiel | Irene Rodríguez | 13 de junio de 2024          | 28 de abril de 2024                | 540 000 (6,3%)        |

## Producción
El 28 de septiembre de 2022, Antena 3 anunció que estaba preparando una adaptación a televisión de la novela de Antonio Gala de 1993 La pasión turca, la cual estaría producida por Buendía Estudios. En octubre de 2022, se anunció que Maggie Civantos e Ilker Kaleli protagonizarían la serie. El rodaje de la serie comenzó a mediados de noviembre de 2022 en varias localizaciones de Turquía, para después concluir sus grabaciones en Madrid.

## Lanzamiento y marketing
El 5 de marzo de 2024, Atresplayer lanzó el tráiler de La pasión turca y anunció que se estrenaría en su plataforma el 24 de marzo de 2024, para después emitirse en televisión tradicional en Antena 3 en un futuro próximo.

## Recepción
La pasión turca ha recibido críticas mixtas por parte de los críticos. Pedro Zárate de Vertele dijo que, con la serie, "el catálogo de ficción de Atresmedia abre un nuevo capítulo en su relación con [las series turcas]" y también dijo que "de primeras, entra antes por la vista que por el oído [...] se gusta en las escenas sexuales al mismo tiempo que funciona como una postal turística de Estambul", además de añadir que "la correcta utilización de las dos líneas temporales y el empleo de los cliffhangers [...] ayudan a mantener el interés", concluyendo que "es otra de tantas historias clásicas [...] que hoy en día se cuentan con un envoltorio 'premium' gracias al auge de nuestra industria". Mario Cerdeño Salinero de Los Lunes Seriéfilos escribió que la serie "presenta [a Turquía] prácticamente como una postal turística que comprarías en cualquier tienda o puesto callejero de Estambul" y que el argumento de la serie "hay que tomárselo como un sueño húmedo y peligroso de una noche de verano", concluyendo que, si su público objetivo "[la] ve como una ensoñación, desde luego, tendrá todos sus ingredientes y se enganchará". Un redactor anónimo de FormulaTV dijo que la serie "atrapa con una estructura básica" y describió su doble línea de tiempo como "uno de los puntos fuertes de la serie por el contraste que produce entre la fantasiosa historia de amor que se muestra y las consecuencias trágicas que provoca en su protagonista", además de elogiar su combinación de una historia de pasión con una de intriga, diciendo que da lugar a "una ficción entretenida y en parte adictiva, de las que quieres seguir viendo", y la interpretación de Maggie Civantos como "impecable", aunque también dijo que "no se tiene por qué arriesgar, pero viniendo de una historia que ha triunfado en papel y en cine se podría haber apostado por algo más disruptivo", concluyendo que "consigue enganchar [...] y ha conseguido adaptar su libro de la mejor manera sin estirar demasiado las tramas y siendo consciente de lo que gusta últimamente".
Juan Arcones de El Televisero dijo que la serie "actualiza la historia [de la novela original] para darle un halo diferente que le sienta muy bien" y del aspecto técnico dijo que "luce como una gran postal de Estambul [...] se nota que Atresmedia se ha dejado dinero en crear algo precioso", aunque lamentó ciertos detalles que "nos sacan de la historia", criticó las escenas de sexo diciendo que, a pesar de "fomentar[las] mucho", la serie "tampoco muestra más allá de lo permitido [...] siendo precisamente lo más interesante que debería ofrecer [...], se queda a todas luces corta"; y de la actuación de Civantos dijo que "es una buena protagonista [...] pero sale perdiendo al compararla con la Ana Belén de mediados de los 90", concluyendo que "es una serie correcta, acertada, perfectamente pensada para el público de Antena 3, y precisamente por eso, tiene cero riesgo". Pere Solà Gimferrer de La Vanguardia describió la serie como "una historia dramática y pasional pensada para ser tan accesible que cae en lo pobre, en lo obvio, en tener cada elemento o posible matiz de la trama en la superficie de una forma bochornosa" y su uso de la ciudad de Estambul como "una mirada turística con poco que aportar al espectador curioso", para concluir que "quienes buscan una serie tórrida pero que tenga más estímulos más allá de empotramientos en la ducha con el agua corriendo, pueden pasar de largo".